# Fillas de Cassandra
Fillas de Cassandra és un dúo musical gallec format el 2022 per MariaSOA (Vigo, 1996) i Sara Faro (Vigo, 2001). La seva música es basa en la tradició musical i oral de Galícia, el feminisme i la mitologia combinada amb influències de la música clàssica, el pop i el techno.

## Trajectòria
Les creadores de Fillas de Cassandra es van conéixer a unes jornades organitzades per la plataforma Feminismo Unitario Vigo en la qual actuaven per separat i on es van unir de manera espontània. Poc temps després van ajuntar l'habilitat i formació musical de MariaSOA - veu, percussió i piano - i la de Sara Faro - veu i percussió - i van crear la formació musical.
La seva proposta musical està inspirada en les líriques de la cançó oral gallega, però també amb influències dels sons més actuals com ara bases electròniques. Els seus espectacles estan concebuts gairebé com una representació teatral on s'estableix una interacció amb el públic per fer-lo partícipep del relat amb un punt de vista feminista i actual. Les seves composicions transiten entre l'emotivitat i la desimboltura i connecten amb un públic intergeneracional.
Fillas de Cassandra segueix l'estela de les cantareiras i pandereteiras gallegues, amb influències com ara Leilía o Tanxugueiras, però també d'artistes com Xosé Lois Romero, Aliboria o Baiuca, harmonies barroques i la música electrònica de Bad Gyal i Rosalía. Tot plegat combinat amb el seu senyal d'identitat característic com a grup: la reivindicació de la dona artista i artística enfront de la invisibilització i la submissió al llarg de la història.
El 2022 van presentar el seu tema Lisístrata (Varre Vasoira) al programa musical Luar de la Televisió de Galícia.
El 2023 van estrenar el seu primer disc, Acrópole, on a través de les seves veus proposen una revisió d'alguns personatges femenins de la mitologia grega des d'una perspectiva de gènere per enfrontar-se als papers secundaris i als estereotips negatius que es van imposar sobre les dones. Al disc es destaquen les històries d'Antígona, Lisístrata, Pandora, Eco, les Moires, Dafne, Syrinx i Cassandra per recuperar la seva dignitat i proposar idees com ara el desafiament a l'autoritat, la lluita feminista, la reivindicació del treball de cures o la violència i la opressió envers les dones sobre la qual s'ha construït la història.

## Discografia

### Discos
- Acrópole (2023) Col·laboració entre la productora Tremendo Audiovisual i Luneda Produccións. Produït per Berto a la cooperativa cultural Nave de Lata[2]
- # I. ANTÍGONA
- # Da voz de Lisístrata
- # II. LISÍSTRATA (Varre Vasoira). Col·laboració amb Berto.
- # III. PANDORA
- # IV. ECO
- # V. AS MOIRAS. Col·laboració amb Nadie González, Xiana Teixeiro, Berto.
- # VI. DAFNE E SYRINX
- # Da voz de Cassandra
- # VII. CASSANDRA (Fillas de Cassandra)
- # VIII. ACRÓPOLE. Col·laboració amb Berto.

### Senzills
- PUNHETA! (17 de març 2023) Col·laboració amb Modra i Berto.[6]
- Tataravoa (7 de juliol 2023) Col·laboració amb Galician Army.[7]
- Tola (28 de juliol 2023) Col·laboració amb Berto.[8]
- canta miña sombra (negra sombra) (15 de setembre 2023).[9]
- Anguleele (31 de gener 2024) Col·laboració amb Zetak.[10]
- Quen é a que canta? (28 de març 2024) Col·laboració amb Tanxugueiras.[11][12]

## Reconeixements

### Premis
- VIII Premi aRi[t]mar a la Millor Música de l'Any a Galícia 2022.[13]

### Candidatures
- Premis MIN 2024: categories Àlbum de l'Any, Cançó de l'Any (III. LISÍSTRATA), Millor Artista Emergent (per Acròpole), Millor Videoclip (III.LISÍSTRATA), Millor Directe (XIRA ACRÓPOLE), Millor Àlbum de Música d'Arrel (Acrópole).[14]